# Campanula hofmannii
Campanula hofmannii là loài thực vật có hoa trong họ Hoa chuông. Loài này được (Pantan.) Greuter & Burdet mô tả khoa học đầu tiên năm 1981.